# Gheorghe Călugăreanu
Gheorghe Călugăreanu   (Iași, 16 de juliol de 1902 - Cluj-Napoca, 15 de novembre de 1976) va ser un matemàtic romanès.

## Vida i obra
Tot i haver nascut a Iași, Călugăreanu va ser escolaritzat a Bucarest on va fer els estudis primaris i secundaris, aquests darrers, entre 1913 i 1921, al prestigiós Liceu Gheorghe Lazăr. El 1921 va ingressar a la universitat de Cluj-Napoca, on el seu pare era professor de fisiologia animal i havia estat nomenat rector el mateix any. El 1924 es va graduara la facultat de ciències i el 1926 va anar a la universitat de París on va obtenir el doctorat amb una tesi dirigida per Émile Picard en la qual va fer aportacions interessants a la teoria de les funcions poligèniques de variable complexa.
En tornar a Romania va ser nomenat professor de la universitat de Cluj-Napoca, on va ser successivament assistent (1930-1934), associat (1934-1942) i titular fins que es va retirar el 1972. Durant la Segona Guerra Mundial va anar a Timișoara, on s'havia traslladat la universitat per precaució.
Călugăreanu va publicar una seixantena d'articles científics. Els seus primers treballs es van centrar en l'anàlisi complexa, però poc a poc es va anar interessant en els invariants i va entrar en altres camps com la geometria diferencial o la topologia. De fet, l'aportació per la que és més conegut és un teorema en teoria de nusos que porta el seu nom, i que relaciona el nombre d'enllaços d'un nus tridimensional amb el seu nombre de girs i de torsions:
{\displaystyle Lk(K)=Lw(K)+Wr(K)}
Aquest teorema va tenir importants aplicacions en la descripció de l'estructura de la molécula del ADN.